# Agustí Pujol Sevil
Agustí Pujol Sevil (Tarragona, 1903 - 1997) fou dirigent esportiu.

## Biografia
Fill de Josep Maria Pujol i de Barberà.
Director del Port de Tarragona, va ser nomenat el 24 de gener de 1945 president de la Federació Catalana de Futbol gràcies a la seva bona gestió al capdavant del Club Gimnàstic de Tarragona, en el qual també havia jugat, on va tenir una discreta carrera de futbolista. Va ser president de la Federació Catalana de Futbol durant sis anys en tres etapes diferents. De 1945 a 1946, de 1947 a 1950 i de 1954 a 1956, etapa aquesta última que va començar presidint una comissió gestora abans de ser el president oficial. La seva tasca a la Federació Catalana de Futbol va ser l'inici d'una gran trajectòria directiva on havia donat les seves primeres passes com a president del Gimnàstic de Tarragona l'any 1942. També va ser vocal a la Federació Espanyola de Futbol en diverses etapes a partir de 1946, membre de la Comissió de Reformes d'estatuts de la FIFA des de 1950, membre del Comitè Executiu de la UEFA a partir de 1956, i president de la Comissió de la Copa Internacions i vicepresident de la UEFA de 1964 a 1968. Totes aquestes tasques directives relacionades amb el futbol les va compaginar durant els anys 50 amb la política quan va ser elegit procurador en Corts pel terç sindical per Barcelona. I en altres esports, també va ser president de la Federació Espanyola d'Escacs i del Reial Club Nàutic de Tarragona. Rebé la medalla Forjadors de la Història Esportiva de Catalunya el 1987.